# Comiols
Comiols és un llogaret al nord del terme municipal d'Artesa de Segre, a la comarca de la Noguera, però al límit amb la del Pallars Jussà.
Està situat a la part meridional de la Serra de Comiols, al port de la Serra que dona entrada al Pallars Jussà, sobre la carretera que va d'Artesa de Segre a Tremp. La seva església (Sant Romà) forma part de la demarcació parroquial de Folquer i Comiols.